# Supercopa de Japón 2016
La Supercopa de Japón 2016, también conocida como Supercopa Fuji Xerox 2016 (en inglés: Fuji Xerox Super Cup 2016) por motivos de patrocinio, fue la 23.ª edición de este torneo.
Fue disputada entre Sanfrecce Hiroshima, como campeón de la J1 League 2015, y Gamba Osaka, como ganador de la Copa del Emperador 2015. El partido se jugó el 20 de febrero de 2016 en el Estadio Internacional de la ciudad de Yokohama.

## Participantes
| Bandera de Prefectura de Hiroshima | Sanfrecce Hiroshima | Campeón de la J1 League (2015)          |
| Bandera de Prefectura de Osaka     | Gamba Osaka         | Campeón de la Copa del Emperador (2015) |

## Partido
| 20 de febrero de 2016, 13:35 (UTC+9) | Sanfrecce Hiroshima              | 3:1 (0:0) | Gamba Osaka | Estadio Internacional, Yokohama                         |                                                         |
|                                      | Satō 51' · Asano 57' · Utaka 73' | Reporte   | Usami 68'   | Asistencia: 33.805 espectadores Árbitro(s): Jumpei Iida | Asistencia: 33.805 espectadores Árbitro(s): Jumpei Iida |

### Detalles
| 1          | Guardameta     | Takuto Hayashi    |     |
| 33         | Defensa        | Tsukasa Shiotani  |     |
| 5          | Defensa        | Kazuhiko Chiba    |     |
| 19         | Defensa        | Shō Sasaki        |     |
| 14         | Centrocampista | Mihael Mikić      |     |
| 8          | Centrocampista | Kazuyuki Morisaki |     |
| 6          | Centrocampista | Toshihiro Aoyama  | 83' |
| 18         | Centrocampista | Yoshifumi Kashiwa |     |
| 30         | Centrocampista | Kōsei Shibasaki   | 69' |
| 25         | Centrocampista | Yūsuke Chajima    |     |
| 11         | Delantero      | Hisato Satō       | 53' |
| Entrenador | Entrenador     | Hajime Moriyasu   |     |

| 1          | Guardameta     | Masaaki Higashiguchi |     |
| 22         | Defensa        | Oh Jae-Suk           |     |
| 5          | Defensa        | Daiki Niwa           |     |
| 15         | Defensa        | Yasuyuki Konno       |     |
| 4          | Defensa        | Hiroki Fujiharu      |     |
| 21         | Centrocampista | Yōsuke Ideguchi      |     |
| 7          | Centrocampista | Yasuhito Endō        |     |
| 13         | Centrocampista | Hiroyuki Abe         | 76' |
| 39         | Centrocampista | Takashi Usami        |     |
| 9          | Centrocampista | Ademilson            | 60' |
| 29         | Delantero      | Patric               | 60' |
| Entrenador | Entrenador     | Kenta Hasegawa       |     |

| 10 | Delantero      | Takuma Asano    | 53' |
| 9  | Delantero      | Peter Utaka     | 69' |
| 28 | Centrocampista | Takuya Marutani | 83' |

| 11 | Centrocampista | Shū Kurata     | 60' |
| 20 | Delantero      | Shun Nagasawa  | 60' |
| 25 | Centrocampista | Jungo Fujimoto | 76' |

| Anotado | 51' | Hisato Satō  | 1-0 |
| Anotado | 57' | Takuma Asano | 2-0 |
| Anotado | 73' | Peter Utaka  | 3-1 |

| Anotado | 68' | Takashi Usami | 2-1 |

| Amonestado | 38' | Shō Sasaki  |
| Amonestado | 88' | Peter Utaka |

| Amonestado | 45+1' | Yōsuke Ideguchi |
| Amonestado | 55'   | Daiki Niwa      |

| Árbitro             | Jumpei Iida      |
| Árbitros asistentes | Hiroshi Yamauchi |
| Árbitros asistentes | Hideaki Nishio   |
| Cuarto árbitro      | Masuya Ueda      |

| 1          | Guardameta     | Takuto Hayashi    |     |
| 33         | Defensa        | Tsukasa Shiotani  |     |
| 5          | Defensa        | Kazuhiko Chiba    |     |
| 19         | Defensa        | Shō Sasaki        |     |
| 14         | Centrocampista | Mihael Mikić      |     |
| 8          | Centrocampista | Kazuyuki Morisaki |     |
| 6          | Centrocampista | Toshihiro Aoyama  | 83' |
| 18         | Centrocampista | Yoshifumi Kashiwa |     |
| 30         | Centrocampista | Kōsei Shibasaki   | 69' |
| 25         | Centrocampista | Yūsuke Chajima    |     |
| 11         | Delantero      | Hisato Satō       | 53' |
| Entrenador | Entrenador     | Hajime Moriyasu   |     |

| 1          | Guardameta     | Masaaki Higashiguchi |     |
| 22         | Defensa        | Oh Jae-Suk           |     |
| 5          | Defensa        | Daiki Niwa           |     |
| 15         | Defensa        | Yasuyuki Konno       |     |
| 4          | Defensa        | Hiroki Fujiharu      |     |
| 21         | Centrocampista | Yōsuke Ideguchi      |     |
| 7          | Centrocampista | Yasuhito Endō        |     |
| 13         | Centrocampista | Hiroyuki Abe         | 76' |
| 39         | Centrocampista | Takashi Usami        |     |
| 9          | Centrocampista | Ademilson            | 60' |
| 29         | Delantero      | Patric               | 60' |
| Entrenador | Entrenador     | Kenta Hasegawa       |     |

| 10 | Delantero      | Takuma Asano    | 53' |
| 9  | Delantero      | Peter Utaka     | 69' |
| 28 | Centrocampista | Takuya Marutani | 83' |

| 11 | Centrocampista | Shū Kurata     | 60' |
| 20 | Delantero      | Shun Nagasawa  | 60' |
| 25 | Centrocampista | Jungo Fujimoto | 76' |

| Anotado | 51' | Hisato Satō  | 1-0 |
| Anotado | 57' | Takuma Asano | 2-0 |
| Anotado | 73' | Peter Utaka  | 3-1 |

| Anotado | 68' | Takashi Usami | 2-1 |

| Amonestado | 38' | Shō Sasaki  |
| Amonestado | 88' | Peter Utaka |

| Amonestado | 45+1' | Yōsuke Ideguchi |
| Amonestado | 55'   | Daiki Niwa      |

| Árbitro             | Jumpei Iida      |
| Árbitros asistentes | Hiroshi Yamauchi |
| Árbitros asistentes | Hideaki Nishio   |
| Cuarto árbitro      | Masuya Ueda      |

| Estadísticas       | Sanfrecce Hiroshima | Gamba Osaka |
| ------------------ | ------------------- | ----------- |
| Tiros              | 8                   | 7           |
| Tiros al arco      | 4                   | 4           |
| Faltas             | 7                   | 13          |
| Tiros de esquina   | 6                   | 2           |
| Penales            | 0                   | 0           |
| Fueras de juego    | 1                   | 3           |
| Posesión del balón | 58%                 | 42%         |

|                                        |
| Bandera de Prefectura de Hiroshima     |
| Campeón Sanfrecce Hiroshima 4.º título |